# Ratměřice
Ratměřice (deutsch Radmierschitz) ist eine Gemeinde in Tschechien. Sie liegt zwölf Kilometer südwestlich von Vlašim und gehört zum Okres Benešov.

## Geographie
Ratměřice befindet sich in der Středočeská pahorkatina in einem Landstrich, der als Česká Sibiř (Böhmisches Sibirien) bezeichnet wird.
Nachbarorte sind Skrýšov im Norden, Hrzín und Ondřejovec im Nordosten, Vlastišov und Vestec im Osten, Zvěstov und Šlapánov im Südosten, Odlochovice und Nosákov im Süden, Královna und Vlčkovice im Südwesten, Habrovka im Westen sowie Jankov im Nordwesten.

## Geschichte
Ratmířici wurde 1220 erstmals urkundlich erwähnt. Gegründet wurde das Dorf von einem Landedelmann namens Ratmír. Seit 1350 ist die Kirche St. Gallus eine Pfarrkirche. Im 14. Jahrhundert erwarb das Kloster Louňovice den Ort. Nach dessen Vernichtung durch die Taboriten gehörte Ratměřice zu den Besitztümer der Stadt Tábor. Ferdinand I. konfiszierte 1547 alle Güter der aufständischen Stadt Tábor und verkaufte Louňovice einschließlich Ratměřice im darauffolgenden Jahr an Oldřich Skuhrovský von Skuhrov. Am 6. März 1645 lag Ratměřice auf dem Schlachtfeld von Jankau, an diesem Tage fiel das ganze Dorf in Schutt und Asche. 1665 erwarb Franz Wilhelm von Talmberg Ratměřice und schloss das Dorf seinen Gütern in Vlašim an.
1702 verkaufte Rudolf von Talmberg Ratměřice zusammen mit Jankov an Johann Anton Kořenský von Terešov. Kořenský, der 1705 in den Grafenstand erhoben worden war, ließ in Ratměřice ein Schloss errichten und verlegte seinen Sitz von Jankov nach Ratměřice. Dessen vier Söhne verkauften 1719 die vereinigte Herrschaft Ratměřice-Jankov mit den Schlössern Jankov und Ratměřice an Jiří Vojický von Nová Ves. 1822 erwarben die Grafen Chotek von Chotkow und Vojnín die Herrschaft. Der Kavalier Otto Chotek ließ 1848 um das Schloss einen Park mit seltenen Gehölzen anlegen.
1890 hatte das Dorf 373 Einwohner. Nach der Aufhebung der Patrimonialherrschaften bildete Ratměřice ab 1848 einen Ortsteil der Marktgemeinde Jankov im Bezirk Seltschan. 1900 erlangte das Dorf seine Eigenständigkeit und bildete mit dem Ortsteil Skrýšov eine Gemeinde. Nach dem Zweiten Weltkrieg kam der Ort zum Okres Votice. Am 1. Jänner 1961 erfolgte dessen Auflösung und die Umgliederung zum Okres Benešov. 1980 wurde Ratměřice nach Jankov eingemeindet. Seit dem 24. November 1990 besteht die Gemeinde Ratměřice wieder. Der Ortsteil Hrzín gehört seit 1990 zu Ratměřice. Seit 1997 führt die Gemeinde ein Wappen. Am 1. März 2008 richtete der Orkan Emma vornehmlich in den Wäldern um den Ort schwere Schäden an.

## Ortsgliederung
Die Gemeinde Ratměřice besteht aus den Ortsteilen Hrzín (Hersin), Ratměřice (Radmierschitz) und Skrýšov (Skrejschow).

## Sehenswürdigkeiten
- Kirche St. Gallus, erbaut um 1220
- Schloss Ratměřice, erbaut 1750 als Barockbau. In dem 1848 angelegten englischen Landschaftsgarten befinden sich zwei Riesenmammutbäume
- Denkmal am Platz der Kapitulation der kaiserlichen Truppen in der Schlacht bei Jankau, nordwestlich des Dorfes bei Habrovka
- Brunnen am Dorfplatz, errichtet 1888

## Söhne und Töchter der Gemeinde
- Josef Vlach (1923–1988), Geiger und Dirigent